# Detlef Behrens
Detlef Behrens (* 30. Oktober 1946) ist ein ehemaliger deutscher Fußballspieler. Der Torhüter absolvierte von 1967 bis 1973 beim Lüner SV in der damals zweitklassigen Fußball-Regionalliga West 186 Ligaspiele. In der letzten Saison der Regionalliga-Zweitklassigkeit, 1973/74, hütete er in weiteren 21 Ligaspielen das Tor bei Sportfreunde Siegen, ehe er im ersten Jahr der 2. Fußball-Bundesliga, 1974/75, für die Vereine FC 08 Homburg und Schwarz-Weiß Essen noch acht Spiele in der 2. Bundesliga bestritt.

## Laufbahn
Der von SV 08 Dortmund zum Regionalligaaufsteiger Lüner SV gekommene junge Torhüter Detlef Behrens, debütierte bei den Rot-Weißen vom Stadion Schwansbell am Starttag der Runde 1967/68, den 13. August 1967, in der Regionalliga West. Die Mannschaft von Trainer Werner Nagerski holte sich mit einem 2:1-Auswärtserfolg überraschend bei Rot-Weiss Essen das erste Punktepaar und Torhüter Behrens zeigte sich den sportlichen Anforderungen der neuen Klasse gewachsen. Gemeinsam mit den Defensiv-Leistungsträgern Erhard Ahmann, Manfred Rüsing, Dieter Zorc und Benno Düsenberg hielt der Torhüter des Aufsteigers dabei erfolgreich die torgefährliche RWE-Offensive um Willi Lippens, Günter Pröpper und Herbert Weinberg in Schach. Der Verein aus dem nördlichen Ruhrgebiet beendete das erste Jahr in der Regionalliga auf dem achten Rang und Behrens hatte sich mit seinen Leistungen im Unterbau der Fußball-Bundesliga etabliert.
Das erfolgreichste Jahr in der Regionalliga West erlebte der Torhüter in der Saison 1969/70. Mit Trainer Herbert Eiteljörge und dem Offensivtalent Hans-Jürgen Sperlich belegte Lünen mit 38:30 Punkten und 52:37 Toren den sechsten Rang im Endklassement. Herausragend war der 3:1-Auswärtserfolg am 12. April 1970 vor 12.000 Zuschauern gegen den Meister VfL Bochum, dem man auch im Heimspiel ein 1:1-Remis abgetrotzt hatte. In den folgenden drei Runden konnte Lünen diese Qualität nicht mehr halten und stieg nach der Saison 1972/73 in das Amateurlager ab. Sein letztes Ligaspiel für Lünen bestritt der Torhüter am 13. Mai 1973 unter Trainer Sepp Högerl bei der 2:3-Heimniederlage gegen den 1. FC Mülheim. Insgesamt hat Detlef Behrens von 1967 bis 1973 für den Lüner SV 186 Spiele in der Regionalliga West absolviert.
Er nahm zur letzten Runde der alten zweitklassigen Regionalliga, 1973/74, das Angebot der Sportfreunde Siegen an und wechselte zu den Rot-Weißen in das Leimbachstadion. Die Mannschaft von Trainer Herbert Schäfer konnte aber nicht in den Kampf um die Plätze zur Einreihung in die neue 2. Fußball-Bundesliga eingreifen. Am Rundenende belegte Siegen den zwölften Rang und Behrens hatte in 21 weiteren Regionalligapartien das Tor gehütet. Mit einem 2:1-Sieg am 5. Mai 1974 bei Eintracht Gelsenkirchen endete das Kapitel der zweitklassigen Regionalligaära, womit sich Behrens aus Siegen verabschiedete und Torjäger Gerhard Scholtyschik den entscheidenden Treffer beisteuerte.
Behrens unterschrieb zur Runde 1974/75 beim FC Homburg einen neuen Vertrag für die 2. Liga und zog in das Saarland zu den Grün-Weißen vom Waldstadion. Er brachte es aber in Homburg nur zu zwei Einsätzen in der 2. Bundesliga. Unter Trainer Herbert Wenz gehörte der Mann aus Lünen der Startelf am 2. August 1974 an, die das Heimspiel gegen den Karlsruher SC mit 2:3 verlor. Danach wurde in Homburg auf Bratislav Đorđević und Manfred Kirsch im Tor gesetzt und für den Neuzugang aus Siegen war nach der 0:4-Niederlage am 5. Oktober 1974 beim SV Waldhof Mannheim keine sportliche Perspektive mehr vorhanden. Er sondierte den Markt im Westen und wechselte noch im Spätjahr 1974 zu Schwarz-Weiß Essen in die Nordstaffel der 2. Liga.
Am 14. Dezember 1974 debütierte er bei SW Essen beim Auswärtsspiel gegen den VfL Osnabrück an der Bremer Brücke. Glücklich verlief der Auftritt für den neuen Torhüter nicht, die Mannschaft vom Essener Uhlenkrugstadion verlor mit 0:6 Toren. Hans Wulf war die Nummer eins bei ETB SW Essen und Behrens kam an der Seite der Mitspieler Klaus Albert, Hans Fritsche, Horst Gecks, Franz-Josef Laufer, Günter Leufgen, Holger Trimhold und Herbert Zimmer lediglich zu insgesamt sechs Einsätzen bis Rundenende.
Unter Trainer Hubert Schieth bekleidete Behrens auch noch in den Serien 1975/76 und 1976/77 die Rolle des Ersatzkeepers hinter Hans Wulf. Wulf absolvierte aber jeweils alle 38 Ligaspiele und Behrens beendete im Sommer 1977 seine höherklassige Spielerlaufbahn.